# پیتسکی (استان وارمی-ماسوری)
پیتسکی (به لهستانی:  Piecki) یک روستا در لهستان است که در گمینا پیتسکی واقع شده‌است. پیتسکی ۲٬۶۱۰ نفر جمعیت دارد.